# Revue des eaux et forêts
La Revue des eaux et forêts est une revue nationale à caractère scientifique, économique et juridique créée en 1862 par Aristide Frézard, ancien élève de l'École nationale des eaux et forêts,.

## Historique
En 1992, l'ENGREF saluait les 150 ans de l'ancrage de la revue forestière.
La première publication forestière, le Mémorial forestier, est créée en l'an IX (1801) par l'avocat Louis Joseph Marie Goujon. Commencé par la publication de feuilles séparées, l'ouvrage s'achève en 1807. Les sept années sont contenues dans 5 volumes. Le Mémorial comportaient des tables annuelles peu pratiques, ce qui conduisit le nouvel éditeur, le libraire Arthus-Bertrand a publié en 1809, une table générale dans un volume séparé. Après la mort de Goujon en 1810, est publié en 1812 un Mémorial forestier regroupant tous les textes concernant les forêts, promulgués « depuis le 14 juillet 1789 jusqu'au 1er vendémiaire an X de la République française (22 septembre 1801 de l'ère vulgaire) », suivis d'une table analytique.
Le Mémorial forestier est repris en 1808 sous le titre Annales forestières et sont publiées jusqu'en 1816. La collection de ces annales comprend 89 numéros. 
L'agronome et forestier Baudrillart participe à la rédaction du Mémorial. La direction des Annales est assurée par le triumvirat Baudrillart, Doniol et Chanlaire.
Puis en 1862, les Annales forestières sont reprises à leur tour sous le nom de Revue des eaux et forêts éditée jusqu'en 1948.
La Revue forestière française est une suite partielle de la Revue des eaux et forêts. Le premier rédacteur en chef de la Revue forestière française est Léon Schaeffer (1855-1953). Parallèlement est publié à partir de 1923 la revue Annales de l'école nationale des eaux et forêts et de la station de recherche et expériences forestières, poursuivie par Annales de sciences forestières et enfin Annals of Forest Science,,. Le changement de titre est relatif à la création de l'INRA qui reprend la recherche forestière supportée jusqu'alors par l'école forestière.

## Objectifs de la revue
Les objectifs de la Revue des eaux et forêts sont multiples :
- Application de la loi du 28 juillet 1860[19] sur la sylviculture qui sera à l'origine de la correction du lit de certains torrents et  la réinstallation de la forêt (10 000 hectares vers 1910, 100 000 hectares vers 1940).
- Vulgariser les principes théoriques et pratiques d’économie forestière.
- informer :
  - les utilisateurs de bois commerciaux les marchands de bois, les maîtres de forge, les fournisseurs de la marine, les tanneurs.
  - sur les annexes naturelles des forêts la chasse, la louveterie, la pêche et la pisciculture
- Publier et éclairer les lois, règlements, arrêts, circulaires et autres documents relatifs à la conservation et à l’exploitation de la propriété boisée.
- Initier les forestiers français à tous les progrès importants réalisés en sylviculture à l'étranger[20].

## Rubriques
- Bois de marine[21]
- Chasse[22]
- Commerce des bois
- Économie forestière[23]
- Législation et jurisprudence[24]
- Louveterie
- Métallurgie
- Pêche[22]
- Pisciculture
- Reboisement[19]
- Régime des eaux